# La Lamentation sur le Christ mort (Mantegna)
Pour les articles homonymes, voir La Lamentation sur le Christ mort.
La Lamentation sur le Christ mort  est un tableau des années 1470-1474 du peintre  de la Renaissance Andrea Mantegna, conservé aujourd'hui à la pinacothèque de Brera, à Milan.

## Historique
La Lamentation sur le Christ mort est un tableau en tempera à la colle sur toile de 68 × 81 cm, trouvé par Ludovico Mantegna qui mentionne un « Christ peint en raccourci » parmi les travaux laissés par son père, apparemment une œuvre sans commanditaire. Il put ainsi être exposé à la tête de son catafalque quand il est mort. Acquis ensuite par le cardinal Sigismondo Gonzaga, il est entré à la pinacothèque de Brera en 1824.

## Thème
Ce thème  de l'iconographie de la peinture chrétienne, appelé aussi Déploration du Christ,  montre le Christ mort, allongé et les personnages le pleurant, à savoir, ici, sa mère  Marie de Nazareth, Marie-Madeleine et l'apôtre Jean. 

## Composition

### Personnages
La composition du tableau est d’une très grande sobriété. Dans un cadrage resserré, seuls sont visibles le Christ et les trois personnes qui lui sont le plus proches. 
Le Christ, allongé sur la pierre du sépulcre (un lit de marbre), est placé de face dans une perspective centrale depuis les pieds  vers sa tête, (de pierre ?). Un vase (ou une lampe, une fiole d'onguent, ...) est visible aussi à droite du tableau, à la hauteur de la tête sur la pierre.    
Les personnages pleurant (un fort rictus est visible sur leurs faces) sont placés dans la partie gauche extrême du tableau, ne laissant apparaître qu'une partie de leur visage, (ou l'inverse, les détails des visages étant trop minimes pour les distinguer). 

### Objets
Trois objets seulement figurent sur la toile : un coussin, une auréole et une boite d’onguents.  

#### Le coussin
Le coussin rouge, placé derrière la tête du Christ, la maintient relevée au dessus du torse.                      

#### L'auréole
L’auréole est traitée en transparence, elle n’a pas, selon l'usage dans l’art médiéval, été remplie à la feuille d’or. Ainsi, elle apparaît puis disparaît entre les cheveux et le coussin sans que cela apparaisse de visu.                      

#### La boite d’onguents
Les évangiles y font référence de manière différente.

## Analyse
L’audace de ce tableau a été de représenter une vue « en raccourci du Christ », c'est-à dire en perspective.
Cette mise en scène perspective permet au peintre de projeter dans un seul regard, les principaux stigmates dus aux clous de la crucifixion du Christ sur les pieds et les mains.   
On devinera, en sachant sa position, la trace également du coup de lance au flanc[réf. nécessaire].  
Le talent de Mantegna, dans toutes les représentations architecturales et sa maîtrise du marbre chiqueté, s'exprime ici par le marbre froid de la morgue, le drapé couvrant le mort, et même dans l'oreiller rose satiné, voire les veinures rouge du marbre pour le sang du Christ versé. 
Le Christ semble seul dans la mort, les vivants repoussés en bord du cadre, pleurant les douleurs de sa Passion. C'est un accent clair sur l'humanité du Christ, fils de l'Homme, une figure sans symbolisme appuyé (malgré tout, la tête du Christ est auréolée - très légèrement visible). 

## Postérité
La photographie de Che Guevara mort, sur une civière, sur le sol, prise par le photographe de l’agence UPI Freddy Alborta dans la buanderie de l’hôpital de Vallegrande n'est pas sans rappeler le Christ mort de Mantegna, la prise de vue étant faite depuis les pieds dans une même construction perspective (moins exagérée), le buste nu, les pieds et les mains visibles.
Le tableau fait partie du musée imaginaire de l'historien français Paul Veyne, qui le décrit dans son ouvrage justement intitulé Mon musée imaginaire.

## Hommage
Le peintre Pablo Picasso y fait référence en bas au centre de son tableau L'enlèvement des Sabines, peint entre le 4 et le 8 novembre 1962, en pleine crise des missiles de Cuba.[réf. nécessaire]